# Tangle (Album)
Tangle (deutsch: „Durcheinander“ oder „Gewirr“) ist ein Musikalbum von John Butcher, Thomas Lehn und Matthew Shipp. Die am 19. Februar 2014 im Cafe Oto, London, entstandenen Aufnahmen erschienen im 17. November 2016 auf dem Label Fataka.

## Hintergrund
Ausgewählt wurde der Mitschnitt vom ersten Abend des dreitägigen Aufenthalts des Pianisten Matthew Shipp im Londoner Veranstaltungsort Cafe Oto. Tangle ist gleichzeitig die erste Aufnahme des Trios von Shipp mit dem Saxophonisten John Butcher und dem Synthesizerspieler Thomas Lehn. Bezeichnenderweise gab es schon früher musikalische Verbindungen zwischen den drei Musikern: so hatten Butcher und Lehn bereits 1996 zum ersten Mal zusammengearbeitet und im Juni 2012 hatten die beiden mit John Tilbury aufgenommen (Exta, erschienen auf Fataka, 2013). Bei einem früheren Shipp-Aufenthalt im Cafe Oto im Jahr 2010 hatten Shipp und Butcher zum ersten Mal als Duo gespielt, wie auf At Oto (Fataka, 2012) zu hören ist. Allerdings scheinen Lehn und Shipp vor diesem Datum keinen Kontakt gehabt zu haben, notierte John Eyles.
Die Musik des Albums besteht aus vier Titeln mit einer Gesamtlänge von etwas mehr als 43 Minuten, sodass sie wahrscheinlich einen kompletten Abschnitt des ersten Abends im Cafe Oto darstellten. Die ersten drei Titel mit dem gemeinsamen Titel „Cluster“ fügen sich nahtlos zu einem zusammenhängenden Stück zusammen, das den Löwenanteil des Albums einnimmt, das mit dem sechsminütigen „Tiefenschärfe“ abgerundet wird.

## Titelliste
- John Butcher, Thomas Lehn, Matthew Shipp: Tangle (Fataka 14)[2]

1. Cluster I	10:41
2. Cluster II	12:19
3. Cluster III	14:09
4. Tiefenschärfe	5:59

Die Kompositionen stammen von John Butcher, Thomas Lehn und Matthew Shipp.

## Rezeption

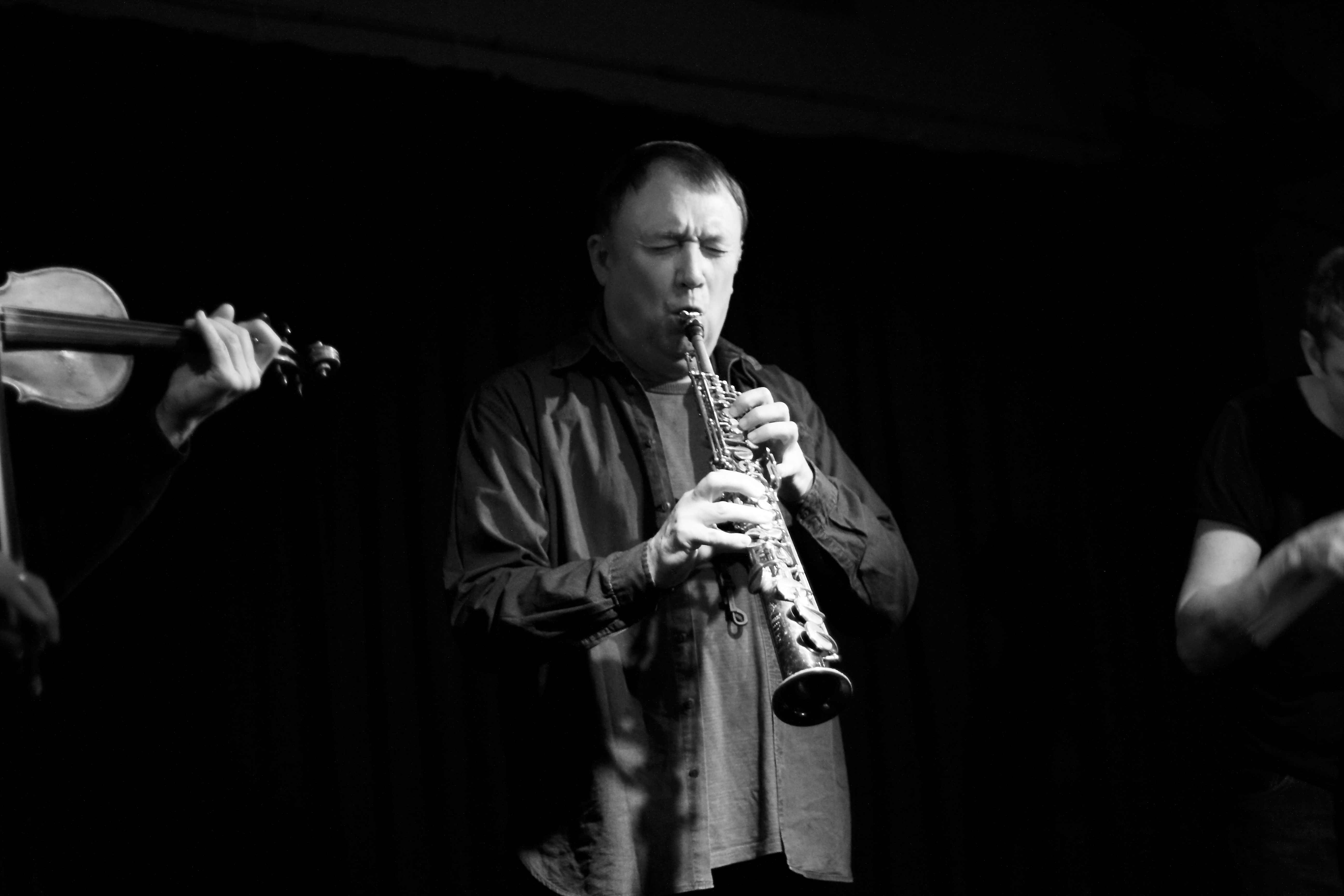
John Butcher im club W71, Weikersheim 2017

„Cluster“ beginne gedämpft, wobei Shipp eine Reihe von Akkorden so förmlich spiele, dass man vermuten könnte, es handle sich um eine notierte Komposition des Pianisten, schrieb John Eyles in All About Jazz. Neben Shipp fungiere Lehns Synthesizer als willkommenes anarchisches Element und füge gelegentliche Beats, Klicks und Pannen ein, die das Pianospiel ergänzen. Wenn Butcher nach ein paar Minuten mit dem Saxophon einsetze, würden die Dinge schnell auf vertrauteres Improvisationsgebiet wechseln, wobei Saxophon und Klavier Phrasen austauschten, während der Synthesizer viel Raum für Kommentare fände, ohne sie abzulenken. Tatsächlich ähnle sich die Dynamik zwischen Butcher und Shipp der auf „At Oto“, wo sie durch subtile musikalische Verhandlungen eine gemeinsame Basis fanden, auf der sie sich beide wohl fühlten.
Das Endergebnis sei ein Musterbeispiel für Trio-Improvisation, bei dem sich alle drei stets des Spiels der anderen bewusst zu sein scheinen, so dass jeder Beitrag eines der drei eine offensichtliche Wirkung habe, so Eyles weiter. Stimmungs- oder Tempowechsel erfolgten nicht auf Geheiß eines einzelnen Spielers, sondern würden sich organisch aus dem Spiel aller drei entwickeln. Die Musik sei am spannendsten, wenn alle drei zusammen voll aufspielen – aber selbst dann werde sie nie verwirrend. Ebenso beeindruckend seien die eher maßvollen Ensemblepassagen.
Diese Musik erzähle keine Geschichte von Dominanz und Unterwerfung, sondern von drei starken Persönlichkeiten, die in einem Gewirr aus Wissen und Unwissen verbunden seien, schrieb Bill Meyer in Dusted. Shipp und Butcher hätten seit 2010 eine sporadische Bekanntschaft, seien also keine Fremden, kämen aber aus völlig unterschiedlichen Szenen. Shipp und Lehn hatten noch nie zuvor zusammen gespielt, doch Lehn war eigentlich ein traditionell ausgebildeter Pianist, bevor er auf den Analogsynthesizer umstieg. Lehn habe Shipp vielleicht nicht gekannt, aber dessen Instrument und Teile der Tradition [des Jazzpianos], in der Shipp arbeite, sehr genau. Und die Partnerschaft zwischen Lehn und Butcher basiere zum Teil auf ihrer gegenseitigen Wertschätzung für Veränderungen. Obwohl beide über ein gut etabliertes und eigenwilliges Vokabular verfügten, neige keiner dazu, es allzu vorhersehbar zu verwenden.
Sie würden vielleicht keine Feuermusik spielen, aber auf feurige Weise mit und gegen Shipp, so Meyer weiter. Und er scheine die Chance zu genießen, eine Fähigkeit anzuwenden, die er bereits bei Jazz-Saxophonisten wie David S. Ware und Ivo Perelman verfeinert habe: „herauszufinden, was die Musik braucht, und entweder mehr davon bereitzustellen, als möglich erscheint, oder es zurückzuhalten, um zu sehen, was aus dem Vakuum kommt“. Die Musik auf Tangle hebe sich von dem ab, was alle drei zuvor gemacht haben, gebe aber einen Sinn für ihre individuellen und kollektiven Geschichten und klinge gleichzeitig einzigartig für sich.